# Çatakbağ, Mut
Çatakbağ là một xã thuộc huyện Mut, tỉnh Mersin, Thổ Nhĩ Kỳ. Dân số thời điểm năm 2011 là 210 người.